# Antonina Ordina
Antonina Ordina –en ruso, Антонина Ордина– (Narian-Mar, URSS, 24 de enero de 1962) es una deportista sueca que compitió para la Unión Soviética en esquí de fondo.
Ganó tres medallas en el Campeonato Mundial de Esquí Nórdico, en los años 1987 y 1995. Participó en dos Juegos Olímpicos de Invierno, ocupando el sexto lugar en Lillehammer 1994 y el octavo en Nagano 1998, en la prueba de relevo.

## Palmarés internacional
| Representando a la URSS |                      |                   |                 |
| Campeonato Mundial      |                      |                   |                 |
| Año                     | Lugar                | Medalla           | Prueba          |
| 1987                    | Oberstdorf (RFA)     | Medalla de oro    | Relevo 4 × 5 km |
| Representando a Suecia  |                      |                   |                 |
| Campeonato Mundial      |                      |                   |                 |
| Año                     | Lugar                | Medalla           | Prueba          |
| 1995                    | Thunder Bay (Canadá) | Medalla de bronce | 30 km           |
| 1995                    | Thunder Bay (Canadá) | Medalla de bronce | Relevo 4 × 5 km |